# Smart 3
A Smart #3 egy akkumulátoros elektromos kompakt crossover SUV autótípus, melyet a Smart Automobile, a Mercedes-Benz Group és a Geely Holding vegyesvállalata fejlesztette ki és gyártja. Ez Smart #1 mellett a második autótípus, amelyet a közös vállalat gyárt. A modell a Geely által kifejlesztett SEA dedikált elektromos platformon alapul.
A Smart #3 látványtervei 2022 novemberében kiszivárogtak. A modellt 2023. április 17-én mutatták be, az európai premierje 2023 szeptemberében lesz az Müncheni Autószalonon, az európai értékesítés pedig 2024 elején kezdődik.

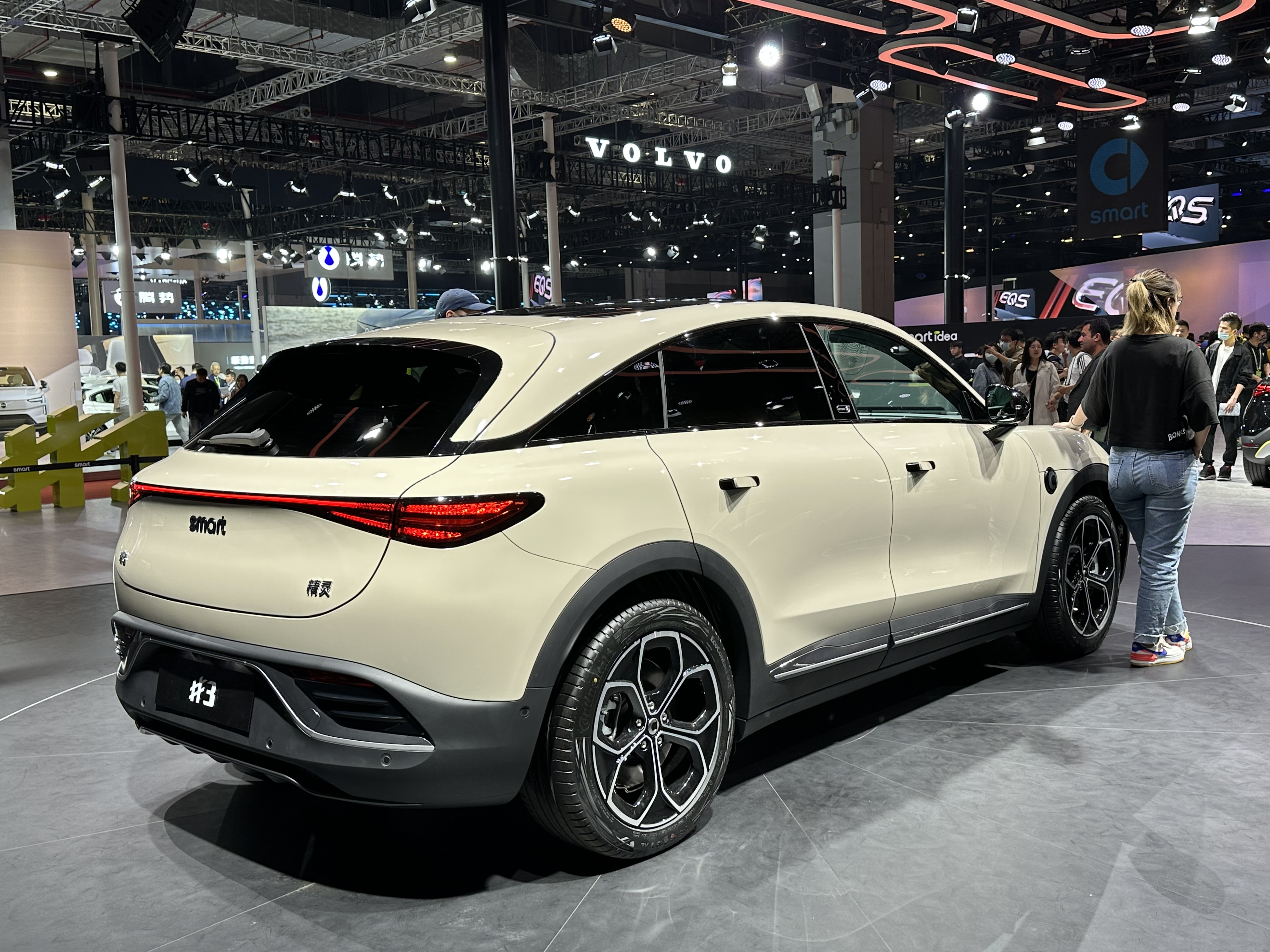
A Smart #3 hátulnézetből

## Fordítás
Ez a szócikk részben vagy egészben  a   Smart 3 című angol Wikipédia-szócikk ezen változatának fordításán alapul.  Az eredeti cikk szerkesztőit annak laptörténete sorolja fel. Ez a jelzés csupán a megfogalmazás eredetét és a szerzői jogokat jelzi, nem szolgál a cikkben szereplő információk forrásmegjelöléseként.